# Chi Lăng Nam
Chi Lăng Nam là một xã thuộc huyện Thanh Miện, tỉnh Hải Dương, Việt Nam.
Xã Chi Lăng Nam có diện tích 5,13 km², dân số năm 1999 là 5266 người, mật độ dân số đạt 1027 người/km².
Xã có 3 thôn là: An Dương, Triều Dương, Hội Yên